# 天文方
天文方（日語：てんもんかた），是日本江戶幕府設置觀察天體運行和編制曆法的研究機構。

## 歷史
原本編制曆法的工作由朝廷的陰陽寮負責，後來因為日本天文學家澀川春海於1684年編制日本第一部自製的曆法貞享曆代替使用八百年的宣明暦，幕府也於1685年1月5日設置天文方，從此編制曆法的工作由幕府天文方負責，澀川春海也因改曆功績被任命為首任天文方，澀川家世襲天文方官職。

## 關聯項目
- 澀川春海
- 蘭學
- 東京大學